# Festival interceltique de Lorient 1995
La 25e édition du Festival interceltique de Lorient, qui se déroule du 4 au 13 août 1995 à Lorient, est un festival réunissant plusieurs nations celtes.

## Préparation

### Programmation
La 25e édition du Festival interceltique de Lorient se déroule du 4 au 13 août 1995. Pendant cette période, Lorient accueille 260 concerts, parades et concours de bagadoù tandis que 4 000 musiciens et 300 000 spectateurs sont attendus. L'Écosse est l'invitée d'honneur.

### Données financières
Le festival interceltique de Lorient s'autofinance à 65% avec un budget de 16 millions de francs tandis que l'État lui alloue 10 000 francs de subventions.

## Déroulé

### Concours
L'Écossais Fred Morrisson remporte son cinquième trophée Macallan à l'occasion du 25e FIL.

### Concerts
Lors de cette édition, 4 000 personnes assistent pendant 3 h 30 au spectacle de Gilles Servat, accompagné du bagad de Locoal-Mendon. Tri Yann joue à guichets fermés devant 5 000 spectateurs tandis qu'Alan Stivell en attire 8 000. Carlos Núñez  est également présent. L'Écosse est représentée par divers groupes tels que Simple Minds et Capercaillie. La harpiste américaine Deborah Henson-Conant et la chanteuse acadienne Édith Butler sont aussi de la fête.